# L'Étranger à l'intérieur d'une femme
Pour plus de détails, voir Fiche technique et Distribution.
L'Étranger à l'intérieur d'une femme (女の中にいる他人, Onna no naka ni iru tanin) est un film japonais de Mikio Naruse, sorti en 1966.

## Synopsis
La famille Tashiro mène une vie paisible à Kamakura. En déplacement à Tokyo, Isao, le chef de famille, rencontre fortuitement son voisin, Sugimoto. Celui-ci, à la recherche de son épouse disparue, n'est pas parvenu à la retrouver. Les deux hommes décident alors de boire un verre ensemble puis de rentrer chez eux. Or, le même soir, Yumiko, une amie de Sayuri, la femme de Sugimoto, annonce que cette dernière a été assassinée chez elle. À l'enterrement, Yumiko se rappelle avoir vu Isao Tashiro sortir de l'appartement de Sayuri. Rongé par le remords et la culpabilité, Isao confie à son épouse qu'il est le meurtrier de Sayuri. Celle-ci adorait se sentir étranglée durant l'acte d'amour, et le jeu s'était, cette fois-là, mal terminé. Malgré les conseils de son épouse, puis de Sugimoto, également informé de l'accident, Isao, parfaitement incapable de surmonter ses sentiments de culpabilité, menace de se dénoncer à la police.  Masako, voulant sauver à n'importe quel prix la réputation de la famille et l'avenir de ses deux enfants, empoisonne alors son mari.

## Fiche technique
- Titre : L'Étranger à l'intérieur d'une femme
- Titre original : 女の中にいる他人 (Onna no naka ni iru tanin?)
- Réalisation : Mikio Naruse
- Scénario : Toshirō Ide (ja), d'après le roman The Thin Line de Edward Atiyah
- Photographie : Yasumichi Fukuzawa
- Décors : Satoru Chūko (ja)
- Montage : Eiji Ōi
- Musique : Hikaru Hayashi
- Production : Sanezumi Fujimoto
- Société de production : Tōhō
- Pays de production :  Japon
- Langue originale : japonais
- Format : noir et blanc - 1,37:1 - 35 mm - son mono
- Durée : 102 minutes (métrage : sept bobines - 2 784 m[1])
- Date de sortie :
  - Japon : 25 janvier 1966[1]

## Distribution
- Keiju Kobayashi : Isao Tashiro
- Michiyo Aratama : Masako Tashiro, sa femme
- Tatsuya Mihashi : Ryukichi Sugimoto
- Akiko Wakabayashi : Sayuri Sugimoto, sa femme
- Mitsuko Kusabue : Yumiko Kato, l'amie de Sayuri
- Daisuke Katō : le propriétaire du bar
- Toshio Kurosawa : barman
- Teruko Nagaoka (ja) : Eiko, la mère d'Isao
- Yoshio Inaba : Tomoda
- Hisao Toake (ja) : Hirai
- Yū Fujiki : Kuroiwa
- Chieko Nakakita

## Autour du film
Le roman à la base du film a également été adapté en France par Claude Chabrol pour le film Juste avant la nuit.
Jean Narboni, auteur d'un ouvrage consacré à Mikio Naruse, écrit dans une brève remarque consacrée au film : « L'antépénultième film de Naruse, L'Étranger à l'intérieur d'une femme, constitue une sorte d'exception inclassable, bien que le scénario en soit dû à un collaborateur régulier du cinéaste, Toshiro Ide. Centré sur le dérapage mortel d'un jeu de strangulation érotique, ce film à la fois « noir » et familial évoque le House by the River de Fritz Lang et le film de Claude Chabrol (...) ».